# 瓦尔迪耶里
瓦尔迪耶里（義大利語：Valdieri），是意大利库内奥省的一个市镇。总面积153平方公里，人口959人，人口密度6.3人/平方公里（2009年）。ISTAT代码为004233。